# Glebarismo
O Glebarismo (de gleba) foi um movimento regionalista de intelectuais e políticos do Amazonas surgido na década de 1930 que reivindicava a retomada da liderança política e cultural para os amazonenses natos.
Com o ciclo da borracha (1866-1913), o Amazonas foi "invadido" por pessoas de diferentes origens sociais e culturais, oriundas de várias partes do Brasil (principalmente do Nordeste) e de outros países, como a Inglaterra. Todas foram, de alguma forma, atraídas pelas oportunidades que a lucrativa extração do látex gerava então. Neste contingente de pessoas havia empresários, políticos, jornalistas, engenheiros, advogados e médicos, mas também trabalhadores braçais, lavradores e marinheiros. Estas pessoas começaram a compor um grupo social, tanto na elite quanto nas classes baixas, que de certa forma "usurpou" o espaço da sociedade amazonense nativa. O Glebarismo se dispôs a reclamar este espaço de volta, associado às oligarquias tradicionais do estado.
O glebarismo fez oposição às intervenções federais no Amazonas, determinadas por Getúlio Vargas, e exigia que os governadores do estado fossem sempre naturais amazonenses.
"Ao que parece, este era um movimento regional, de caráter federalista, articulado pelos políticos amazonenses, que atacou a ilegitimidade constitucional do projeto de criação dos territórios federais de fronteira. O movimento foi combatido pelo Alto Madeira, cuja contra ofensiva seguiu os ditames da grande imprensa nacional, por meio de artigos “isentos”, publicando pareceres jurídicos favoráveis à medida, dando apoio incondicional às posturas centralizadoras do governo federal, em relação ao desmembramento de áreas estaduais, para a formação de territórios nas regiões de fronteira."
Os "glebaristas", como eram conhecidos seus adeptos, se também opuseram à criação dos territórios federais nas áreas de fronteira em 1943, principalmente porque o desmembramento do Guaporé (Rondônia) e Rio Branco (Roraima) tirou do Amazonas um naco considerável de terra e população (bem como o Amapá, do Pará). Durante a Assembléia Constituinte de 1946, fizeram pressão para que todos os territórios criados três anos antes fossem extintos e as fronteiras voltassem à forma anterior. Isso aconteceu, de fato, com os territórios de Ponta-Porã e Iguaçu (desmembrados de Mato Grosso e Paraná/Santa Catarina, respectivamente), que foram reincorporados aos antigos estados. Mas os três da Região Norte foram mantidos e viraram estados em 1988.
Por seu caráter antigetulista, o movimento se aproximou da UDN, partido que fazia oposição a Getúlio e ao trabalhismo. Um dos principais líderes glebaristas foi o deputado federal Severiano Nunes, da UDN. Já um adversário interno do glebarismo foi o interventor federal e depois governador Álvaro Maia, do PSD.